# Campionati europei di sollevamento pesi 2025 - 55 kg maschile
Le gare di sollevamento pesi della categoria fino a 55 kg maschile — pesi mosca — dei campionati europei del 2025 si sono svolte il 14 aprile 2025 a Chișinău presso la Chișinău Arena.

## Programma
L'orario indicato corrisponde a quello moldavo (UTC+03:00)
| Data           | Orario | Evento   |
| -------------- | ------ | -------- |
| 14 aprile 2025 | 10:00  | Gruppo B |
| 14 aprile 2025 | 13:00  | Gruppo A |

## Medagliati
Per ciascun esercizio, i primi tre classificati sono i seguenti:
| Esercizio | Oro         | Oro    | Argento              | Argento | Bronzo               | Bronzo |
| --------- | ----------- | ------ | -------------------- | ------- | -------------------- | ------ |
| Strappo   | Harun Algül | 112 kg | Marian-Cristian Luca | 110 kg  | Danu Secrieru        | 110 kg |
| Slancio   | Angel Rusev | 141 kg | Danu Secrieru        | 135 kg  | Ramini Shamilishvili | 134 kg |
| Totale    | Angel Rusev | 246 kg | Danu Secrieru        | 245 kg  | Ramini Shamilishvili | 243 kg |

## Record
Prima di questa competizione, i record mondiali ed europei esistenti erano i seguenti:
| Record mondiale | Strappo | Mondiale standard | 135 kg | —                   | 1º novembre 2018  |
| Record mondiale | Slancio | Om Yun-chol       | 166 kg | Pattaya, Thailandia | 18 settembre 2019 |
| Record mondiale | Totale  | Om Yun-chol       | 294 kg | Pattaya, Thailandia | 18 settembre 2019 |
| Record europeo  | Strappo | Europeo standard  | 133 kg | —                   | 1º novembre 2018  |
| Record europeo  | Slancio | Europeo standard  | 159 kg | —                   | 1º novembre 2018  |
| Record europeo  | Totale  | Europeo standard  | 291 kg | —                   | 1º novembre 2018  |

## Risultati
| Pos. | Atleta                     | Gr. | Peso atleta | Strappo (kg) | Strappo (kg) | Strappo (kg) | Strappo (kg) | Slancio (kg) | Slancio (kg) | Slancio (kg) | Slancio (kg) | Totale   |
| Pos. | Atleta                     | Gr. | Peso atleta | 1            | 2            | 3            | Pos.         | 1            | 2            | 3            | Pos.         | Totale   |
| ---- | -------------------------- | --- | ----------- | ------------ | ------------ | ------------ | ------------ | ------------ | ------------ | ------------ | ------------ | -------- |
|      | Angel Rusev (BUL)          | A   | 55.00       | 105          | 110          | 111          | 8            | 141          | 150          | —            |              | 246      |
|      | Danu Secrieru (MDA)        | A   | 54.65       | 102          | 106          | 110          |              | 128          | 132          | 135          |              | 245      |
|      | Ramini Shamilishvili (GEO) | A   | 54.80       | 105          | 109          | 111          | 5            | 127          | 131          | 134          |              | 243      |
| 4    | Marian-Cristian Luca (ROU) | A   | 54.70       | 106          | 110          | 112          |              | 127          | 127          | 132          | 4            | 242      |
| 5    | Harun Algül (TUR)          | A   | 54.90       | 107          | 110          | 112          |              | 125          | 128          | 129          | 7            | 241      |
| 6    | Deniz Danev (BUL)          | A   | 54.80       | 100          | 104          | 107          | 6            | 130          | 130          | 136          | 6            | 237      |
| 7    | Narcis Papolti (ROU)       | A   | 55.00       | 100          | 104          | 105          | 9            | 126          | 130          | 136          | 5            | 235      |
| 8    | Ismail Gadžibekov (AIN)    | A   | 55.00       | 102          | 106          | 111          | 7            | 120          | 125          | 131          | 11           | 231      |
| 9    | Muammer Şahin (TUR)        | A   | 55.00       | 109          | 112          | 113          | 4            | 120          | —            | —            | 12           | 229      |
| 10   | Iulian Betca (MDA)         | B   | 54.55       | 60           | 62           | 64           | 8            | 80           | 83           | 84           | 9            | 227      |
| 11   | Dmytro Voronovskyi (UKR)   | A   | 55.00       | 102          | 105          | 105          | 10           | 125          | 130          | 133          | 10           | 227      |
| 12   | Michael Steven Otero (ESP) | B   | 54.80       | 94           | 98           | 98           | 12           | 123          | 127          | 130          | 8            | 221      |
| —    | Christian Di Maria (ITA)   | B   | ritirato    | ritirato     | ritirato     | ritirato     | ritirato     | ritirato     | ritirato     | ritirato     | ritirato     | ritirato |